# STS-68
La STS-68 è una missione spaziale del Programma Space Shuttle.

## Equipaggio
- Michael A. Baker (3) - Comandante
- Terrence W. Wilcutt (1) - Pilota
- Thomas D. Jones (2) - Specialista di missione
- Steven L. Smith (1) - Specialista di missione
- Daniel W. Bursch (2) - Specialista di missione
- Peter J.K. Wisoff (2) - Specialista di missione

Tra parentesi il numero di voli spaziali completati da ogni membro dell'equipaggio, inclusa questa missione.